# Aphanomyces
Aphanomyces ist eine Pilzgattung innerhalb der Ordnung der Eipilze. 2003 waren 45 Arten beschrieben. Einige Aphanomyces wurden als wichtige Wirtschaftsschädlinge für essbare Pflanzen, Edelkrebse und Fische erkannt. Einige der Arten sind auf den Befall eines Taxons beschränkt, so parasitiert Aphanomyces iridis nur Schwertlilien. Andere sind nicht so spezialisiert, so kann Aphanomyces euteiches verschiedene Gemüse befallen. Während sie vereinzelt Tierseuchen unter Wasserorganismen auslösen können, sind humanpathogene Aphanomyces nicht bekannt.

## Merkmale
Die Gattung charakterisiert sich durch feine, durchscheinende bis hellbraune, nicht wuchernde  Hyphen, die 20 Mikrometer Durchmesser nicht überschreiten. Vegetative Hyphen unterscheiden sich nicht von den ebenfalls fädigen Zoosporangien, die Zoosporangien in einer Reihe innerhalb der Hyphe produzieren. Diese Freisetzung (in einer Reihe) der primär gebildeten Zoosporen ist das taxonomisch wichtige Merkmal, Aphanomyces von anderen Gattungen der Ordnung zu unterscheiden. Ähnlich wie die Gattung Achlya bilden sie gleich nach der Freisetzung Zysten in Gruppen. Manchmal bilden die Zoosporen aber auch schon Zysten innerhalb der Zoosporangien wie in der Gattung  Aplanes. Die primären Zoosporen sind meist länglich, ellipsoid oder spindelförmig, die sekundären Zoosporen sind nierenförmig und seitlich mit 2 Geißeln (biflagellat). Die meist einzeln oder selten zu zweit gebildeten Oogonien sind endständig oder seitlich, unterschiedlich in Größe, Gestalt oder Wandoberfläche. die Antheridien sind generell diklin oder monoklin, selten androgyn.

## Ökologie
Die Lebensweise der Arten ist äußerst unterschiedlich. Manche leben im feuchten Boden oder im Wasser, sind saprotroph oder leben parasitisch auf Pflanzen, Algen, aquatischen Pilzen, Insekten, Flusskrebsen und Fischen.

## Arten
Aphanomyces stellt eine monophyletische Gattung dar, die sich in drei Gruppen aufspaltete:
1. Parasiten von Tieren
2. Parasiten von Pflanzen
3. Saprobionten oder opportunistische Parasiten

Artenliste:
- Aphanomyces acinetophagus
- Aphanomyces americanus
- Aphanomyces amphigynus
- Aphanomyces apophysii
- Krebspest (Aphanomyces astaci), befällt Flusskrebse und wird als eine der besonders invasiven Arten  betrachtet (auf der Liste der 100 of the World’s Worst Invasive Alien Species)
- Aphanomyces balboensis
- Aphanomyces bosminae
- Aphanomyces brassicae
- Aphanomyces camptostylus
- Aphanomyces cladogamus
- Aphanomyces cochlioides, befällt auch Besen-Radmelde (Bassia scoparia), Spinat (Spinacia oleracea)[5][6] und Zuckerrüben (Beta vulgaris),[7] wobei sie die Wurzeln schwarz werden lässt
- Aphanomyces coniger
- Aphanomyces daphniae
- Aphanomyces euteiches, befällt verschiedene Gemüse wie Hülsenfrüchte[8][9] und Kohl[10]
- Aphanomyces exoparasiticus
- Aphanomyces frigidophilus
- Aphanomyces gordejevi
- Aphanomyces helicoides
- Aphanomyces hydatinae
- Aphanomyces invadans, befällt Fische[11][12]
- Aphanomyces iridis, befällt Schwertlilien
- Aphanomyces irregularis
- Aphanomyces keratinophilus
- Aphanomyces laevis, befällt Fische[13]
- Aphanomyces magnusii
- Aphanomyces norvegicus
- Aphanomyces ovidestruens
- Aphanomyces parasiticus
- Aphanomyces patersonii
- Aphanomyces phycophilus
- Aphanomyces pisci
- Aphanomyces piscicida
- Aphanomyces polysporis
- Rettichschwärze (Aphanomyces raphani), befällt Kreuzblütler und erzeugt in Radieschen die Rettichschwärze[14]
- Aphanomyces salsuginosus, befällt den Eisfisch Salangichthys microdon aus der Familie Salangidae[15]
- Aphanomyces scaber
- Aphanomyces sparrowii
- Aphanomyces stellatus
- Aphanomyces volgensis

## Biologische Bekämpfung
Bekämpft werden können Aphanomyces durch verschiedene Bacillus-Arten. In der Landwirtschaft werden dazu Bacillus subtilis und Bacillus cereus eingesetzt. Jedoch wird letzteres biologisches Fungizid wegen potentieller Milzbrand-Toxine skeptisch betrachtet.